# Rohdichteprofil
Das Rohdichteprofil von Pressholzwerkstoffen ist eines der wichtigsten Qualitätsmerkmale eines Holzproduktes. Dieses Profil wird senkrecht zur Plattenebene gemessen. Aus dem gewonnenen Qualitätsmerkmal kann die Festigkeit des Plattenwerkstoffes direkt abgeleitet werden. Beim üblicherweise angewandten Heißpressprozess entsteht ein fast symmetrisches Rohdichteprofil mit ausgeprägten Dichtemaxima in den Außenschichten und einem Dichteminimum im Innern der Pressplatte. Das Beproben wird bei Spanplatten, mitteldichten Faserplatten (MDF) wie auch bei Grobspanplatten (OSB) angewandt.

## Rohdichteprofilbestimmung
Die Bestimmung des Rohdichteprofils ist ein wichtiger Bestandteil der Qualitätssicherung von Holzwerkstoffen und dient als Beurteilungsmerkmal von zum Beispiel Spanplatten. Die routinemäßig geprüften Standardeigenschaften (Biegefestigkeit, Querzugfestigkeit und Dickenquellung) reichen nicht aus, um die Eignung von industriell hergestellten Spanplatten in Bezug auf bestimmte Anwendungszwecke zu beurteilen.

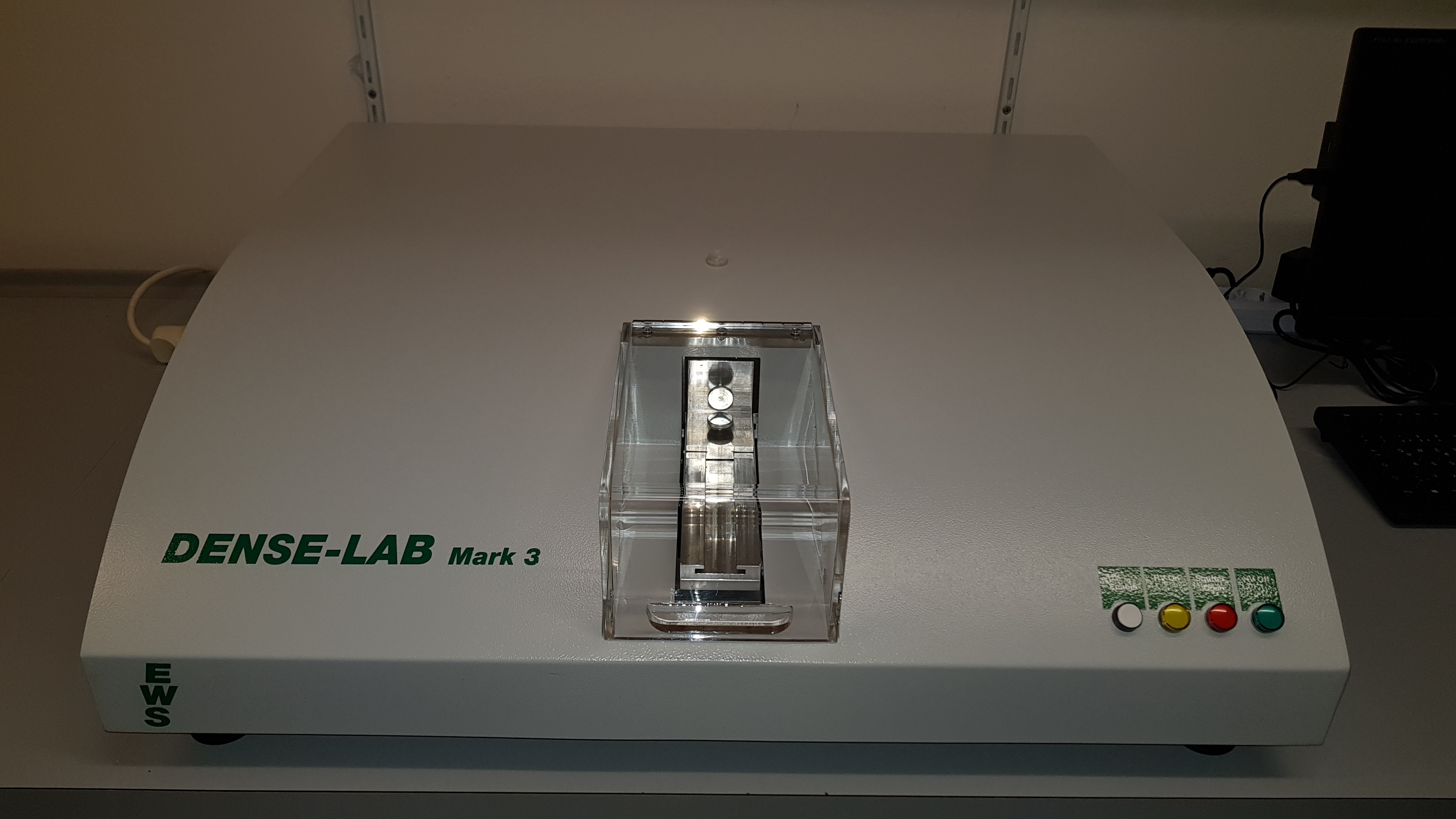
Rohdichteprofilscanner mit Probenhalter

Durch diese Prüfverfahren lassen sich auch keine weiteren Hinweise auf die Weiterentwicklung der Verfahrenstechniken ermitteln und müssen durch weitere Prüfungen ergänzt werden. Hier kommt das Rohdichteprofil ins Spiel, da fast alle Spanplatteneigenschaften mittelbar oder unmittelbar von dem Rohdichteprofil abhängig sind. Dadurch ist das Rohdichteprofil als eine zentrale Eigenschaft zu betrachten und erweist sich als aufschlussreiche, leicht messbare Eigenschaft.
Dabei genügt es aber nicht, die mittlere Rohdichte als Variable aufzunehmen, es muss deren Verteilung in Richtung der Flächennormalen bestimmt werden, das sogenannte Rohdichteprofil.

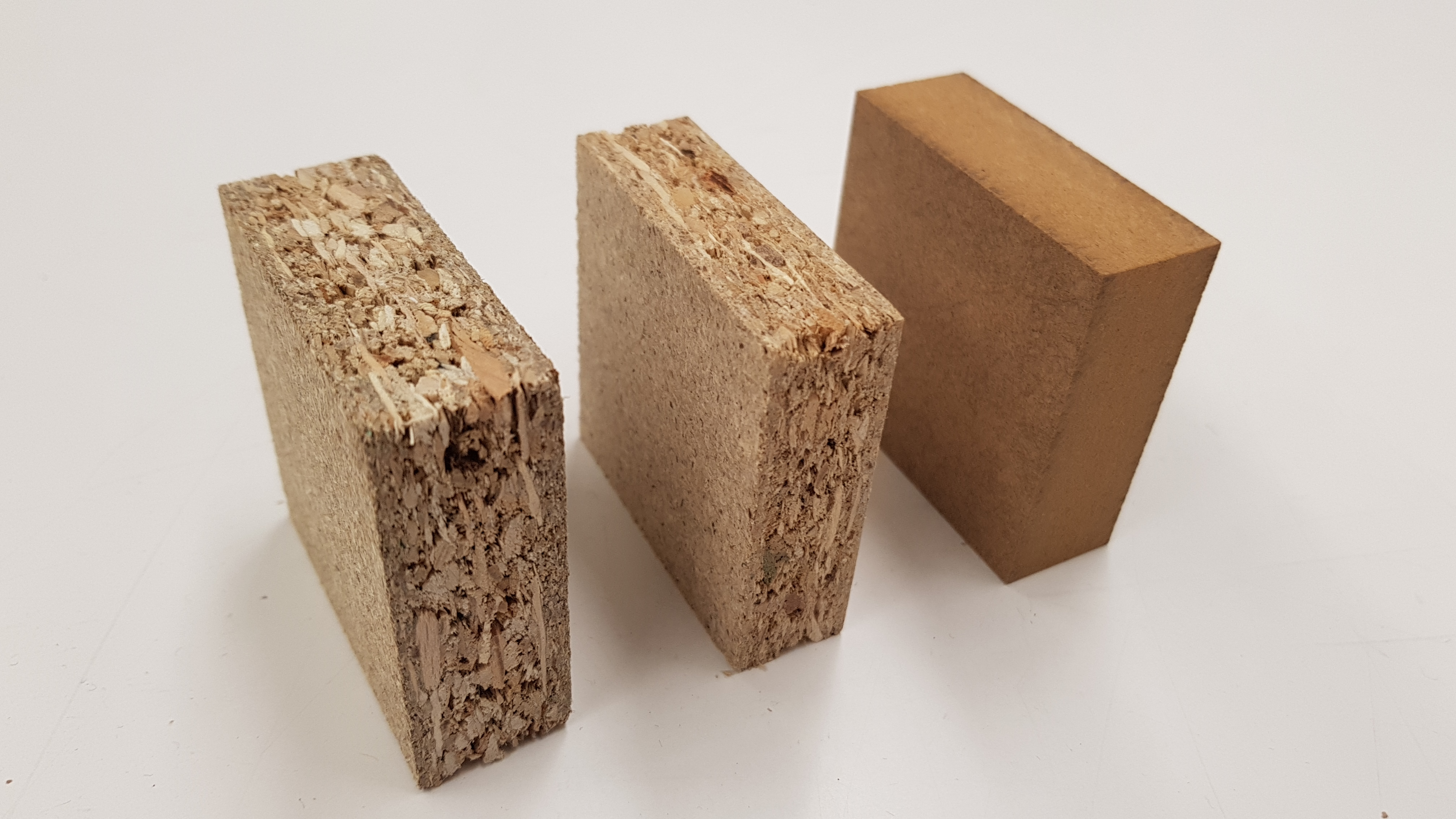
Prüfkörper nach DIN EN 319

Zur Bestimmung des Rohdichteprofils stehen verschiedene Verfahren zur Verfügung. In der Industrie findet das sogenannte Online-Verfahren Anwendung. Zu erwähnen wären der von der Firma Dueholm vorgestellte Stenograf und von der Firma Warnecke das Rohdichteprofilmessgerät GreCon DA Online. Im Labor wird grundsätzlich zwischen zerstörenden und zerstörungsfreien Verfahren zur Rohdichteprofilbestimmung unterschieden.
Die Online-Verfahren in der Industrie zählen ebenfalls zu den zerstörungsfreien Methoden und bieten zudem die Möglichkeit, weitere zerstörende Prüfverfahren (Biegefestigkeit, Querzugfestigkeit und Dickenquellung) am selben Prüfkörper durchzuführen, wodurch Korrelationen zwischen dem Rohdichteprofil und den mechanischen Eigenschaften überprüft werden kann. In allen Laborverfahren finden Prüfkörper nach DIN EN 319 Anwendung mit den Dimensionen 5 Zentimeter × 5 Zentimeter × Plattendicke.

## Messverfahren zur Rohprofilerfassung

### Zerstörende Verfahren

#### Hobel- bzw. Schleifverfahren
Bei diesem Verfahren wird der Prüfkörper schichtweise abgetragen und nach jeder Schicht wird die Restmasse und Schichtdicke ermittelt. Daraus lässt sich die Dichte der einzelnen Schichten bestimmen. (Die erreichbare Auflösung hängt von der Schichtdicke der abgetragenen Schichten ab. Eine Auflösung von wenigen zehntel Millimetern ist möglich)

#### Sägeverfahren
Es werden dünne Scheiben von etwa 2 Millimeter vom Prüfkörper mit einer Kreissäge abgetrennt. Die Rohdichte der Scheibe kann unmittelbar mit Hilfe einer Laborwaage bestimmt werden. (Die erreichbare Auflösung beträgt etwa 2 Millimeter. Ein Problem stellen die durch die Breite des Sägeschnittes entstandenen Lücken dar.)

#### Bohrwiderstandsverfahren
Bohrwiderstandsverfahren bieten Rückschluss auf die Dichte beim senkrechten Bohren durch die Holzwerkstoffplatte aufgrund des gemessenen Drehmoments oder Leistungsaufnahme des Bohrgerätemotors. Die erreichbare Auflösung liegt bei etwa 0,5 Millimeter.

### Zerstörungsfreie Verfahren

#### Acoustic-Emission
Bei dem Acoustic-Emission-Verfahren wird die Schallausbreitung gemessen, während ein Werkzeug entlang der Schmalfläche senkrecht zur Plattenebene bewegt wird. Durch die Korrelation zwischen Signalpegel und Schallausbreitung lässt sich die Dichte bestimmen.

#### Gamma-Strahlen
Schrittweises Durchstrahlen des Prüfkörpers mittels permanent strahlender Isotope. Die Detektierung erfolgt durch die Schwächung der Strahlung durch den Prüfkörper. Durch die unterschiedlichen Dichten innerhalb des Prüfkörpers wird die Strahlung unterschiedlich geschwächt.

#### Röntgen-Strahlen
Schrittweises Durchstrahlen des Prüfkörpers durch eine Röntgenstrahlenquelle (Braunsche Röhre). Auch hier erfolgt die Detektierung durch die Schwächung der Strahlen durch den Prüfkörper.

#### Computertomographie
Bei der Computertomographie werden Gamma- oder Röntgenstrahlen eingesetzt. Auch bei diesem Verfahren wird die Probe schrittweise durchstrahlt (Rotation von Strahlenquelle und Detektor) und der Absorptionskoeffizient für die durchdringende Strahlung in Abhängigkeit vom Ort bestimmt. Dadurch erhält man ein dreidimensionales Abbild des Inneren des Prüfkörpers. Die zerstörenden Verfahren kommen in Laboren kaum noch zum Einsatz, da die Auflösungen zu gering sind und die Prüfkörper für weitere Untersuchungen nicht verwendet werden können.

## Zusammenhang zwischen Rohdichteprofil und anderen mechanischen Eigenschaften
Für die mechanischen Eigenschaften von Spanplatten sind maßgeblich die Deckschichten verantwortlich. Gerade die Biegeeigenschaften sind von den Deckschichten abhängig, da in diesen Bereichen die Kräfte auftreten. Auf der Oberseite, wo die Probe belastet wird, kommt es zu einer Druckbelastung, auf der Unterseite zu einer Zugbelastung. Durch die Erhöhung der Dichte in diesem Bereich, beispielsweise durch den Einsatz feinerer Holzpartikel, kann diese Eigenschaft verbessert werden, aber auch die verfahrenstechnischen Parameter der Presse haben Einfluss auf diese Eigenschaft. Auch bei der Dickenquellung konnte ein direkter Zusammenhang zwischen dem Rohdichteprofil und der Quellung festgestellt werden.
Bei einer geringeren Dichte der Spanplatte wurde auch eine geringere Dickenquellung festgestellt. Der Grund dafür ist, dass es in dem gleichen Raum weniger Holzpartikel zum Quellen gibt. Auch die Querzugfestigkeit, bei der die innere Festigkeit der Spanplatte überprüft wird, steht im Zusammenhang mit dem Rohdichteprofil. Hierbei haben der Einsatz des Klebstoffes, die Pressparameter, Art der eingesetzten Späne und die Feuchtigkeit Einfluss auf die Querzugfestigkeit und die Rohdichte der Mittelschicht der Spanplatte.

## Quantitative Auswertung der Rohdichteprofile
Nachdem die Messung des Rohdichteprofils durch eine der oben genannten Methoden durchgeführt wurde, erfolgt eine Einteilung in definierte Zonen des Plattenquerschnitts:
- Außenzone oben – Übergangszone oben – Innenzone – Übergangszone unten – Außenzone unten
- Diese Unterteilung in Plattenzonen wird auch für Betrachtungen der Symmetrie und des Gradienten der Rohdichte benutzt.[7]

## Kritik am Röntgenmessverfahren
Die Messgenauigkeit der Röntgenmessgeräte wurde zum Teil überschätzt. Die gegenwärtig verwendeten üblichen Rohdichteprofilmessgeräte zeigen im Vergleich kein einheitliches Ergebnis. Darüber hinaus weichen die Messergebnisse von den als tatsächlich angenommenen Rohdichteprofilen ab, die mittels eines gravimetrischen Referenzverfahrens ermittelt wurden.
Besonders im Bereich der Deckschichten, die besonders wichtig für mehrere Platteneigenschaften sind, sind die Unterschiede am größten. Die Ursache für diese Unterschiede sind die strahlungsphysikalischen Zusammenhänge bei der Durchstrahlung inhomogener Materialien mit polychromatischer ionisierender Strahlung. Dies wurde bei der bisherigen Kalibrierung der Messgeräte nicht berücksichtigt. Eine Verbesserung der Messgenauigkeit kann durch die bessere Kalibrierung und eine Optimierung der Röntgenmessgeräte erreicht werden.